# Seether
Seether – południowoafrykański zespół pochodzący z Pretorii i grający muzykę post grunge oraz metal alternatywny. Jego założycielem i wokalistą jest Shaun Morgan. Seether powstał w 1999 roku pod nazwą Saron Gas. W 2000 roku wydał płytę Fragile. Po odniesieniu sukcesu w rodzinnym kraju zespół wyjechał do Stanów Zjednoczonych, gdzie podpisał kontrakt płytowy z wytwórnią Wind-up Records i wydał pierwszą płytę o zasięgu międzynarodowym Disclaimer. Brzmienie zespołu jest porównywane do takich wykonawców jak Alice in Chains, Deftones, Stone Temple Pilots, Soundgarden, Pearl Jam.

## Muzycy
| Obecny skład zespołu - Shaun Morgan – wokal prowadzący, gitara rytmiczna, gitara prowadząca, gitara akustyczna (od 1999) - Dale Stewart – gitara basowa, wokal wspierający, gitara akustyczna (od 2000) - John Humphrey – perkusja, instrumenty perkusyjne (od 2003) - Corey Lowery – gitara, wokal wspierający Byli członkowie zespołu - Johan Greyling – gitara prowadząca (1999) - Tyronne Morris – gitara basowa (1999–2000) - David „Dave” Cohoe – perkusja, wokal wspierający (1999–2002) - Nick Oshiro – perkusja (2002–2003) - Patrick „Pat” Callahan – gitara prowadząca (2002–2006) - Troy McLawhorn – gitara prowadząca, wokal wspierający (2008–2011) |  | Muzycy koncertowi - Nic Argyros – perkusja (2002) - John Johnston – perkusja (2002) - Erik Eldenius – perkusja (2002) - Nick Annis – gitara prowadząca (2002) - Kevin Soffera – perkusja, wokal wspierający (2003) - Brian Tichy – perkusja (2007) |

## Dyskografia
Albumy studyjne
| Fragile                                  | - Data: listopada 2000 - Wydawca: Musketeer, Sony BMG      | –  | –  | –  | –  | –  | –  | –  |                                           |
| Disclaimer                               | - Data: 20 sierpnia 2002 - Wydawca: Wind-up, Musketeer     | 92 | –  | –  | –  | –  | –  | –  | - USA: złota płyta                        |
| Disclaimer II                            | - Data: 15 czerwca 2004 - Wydawca: Wind-up, Musketeer      | 53 | –  | 38 | 12 | 43 | 38 | 53 | - USA: platynowa płyta - CAN: złota płyta |
| Karma and Effect                         | - Data: 24 maja 2005 - Wydawca: Wind-up, Musketeer         | 8  | –  | 39 | 25 | 94 | –  | 74 | - USA: złota płyta - CAN: złota płyta     |
| Finding Beauty in Negative Spaces        | - Data: 23 października 2007 - Wydawca: Wind-up, Musketeer | 9  | 10 | –  | 9  | –  | –  | 39 | - USA: złota płyta - CAN: złota płyta     |
| Holding Onto Strings Better Left to Fray | - Data: 17 maja 2011 - Wydawca: Wind-up, Musketeer         | 2  | 3  | 50 | 6  | 53 | 69 | 21 |                                           |
| Isolate and Medicate                     | - Data: 1 lipca 2014 - Wydawca: The Bicycle Music Company  | 4  | 6  | 43 | 24 | 32 | 45 | 33 |                                           |
| Poison The Parish                        | - Data: 12 maja 2017                                       |    |    |    |    |    |    |    |                                           |
| Si Vis Pacem, Para Bellum                | - Data: 28 sierpnia 2020                                   |    |    |    |    |    |    |    |                                           |
| „–” oznacza, że album nie był notowany.  |                                                            |    |    |    |    |    |    |    |                                           |

Albumy koncertowe
| Tytuł          | Dane dot. albumu                                 | Pozycja na liście |
| Tytuł          | Dane dot. albumu                                 | USA               |
| -------------- | ------------------------------------------------ | ----------------- |
| One Cold Night | - Data: 11 lipca 2006 - Wydawca: Wind-up Records | 50                |

Kompilacje
| Tytuł              | Dane dot. albumu                                        | Pozycja na liście |
| Tytuł              | Dane dot. albumu                                        | USA               |
| ------------------ | ------------------------------------------------------- | ----------------- |
| Seether: 2002–2013 | - Data: 29 października 2013 - Wydawca: Wind-up Records | 22                |

## Teledyski
| Tytuł              | Rok  | Reżyseria       | Album                                    |
| ------------------ | ---- | --------------- | ---------------------------------------- |
| „Fine Again”       | 2003 | Paul Fedor      | Disclaimer                               |
| „Driven Under”     | 2003 | Glen Bennet     | Disclaimer                               |
| „Gasoline”         | 2003 | Glen Bennet     | Disclaimer                               |
| „Broken”           | 2004 | Nigel Dick      | Disclaimer II                            |
| „Remedy”           | 2005 | Dean Karr       | Karma and Effect                         |
| „Truth”            | 2005 | Dean Karr       | Karma and Effect                         |
| „The Gift”         | 2006 | –               | Karma and Effect                         |
| „Fake it”          | 2007 | Tony Petrossian | Finding Beauty in Negative Spaces        |
| „Rise Above This”  | 2008 | Tony Petrossian | Finding Beauty in Negative Spaces        |
| „Breakdown”        | 2008 | Tony Petrossian | Finding Beauty in Negative Spaces        |
| „Country Song”     | 2011 | Roman White     | Holding Onto Strings Better Left to Fray |
| „Tonight”          | 2011 | Seth Dennemann  | Holding Onto Strings Better Left to Fray |
| „Words As Weapons” | 2014 | –               | Isolate and Medicate                     |